# Samuel Wyatt
Samuel Wyatt (8 settembre 1737 – 8 febbraio 1807) è stato un architetto e ingegnere britannico. Era figlio dell'architetto Benjamin Wyatt (1709–1772) e fratello dell'architetto James Wyatt (1746–1813), quest'ultimo noto per le opere in stile neoclassico e neogotico.

## Opere
- Mulini a vapore di Albion Mills, a Londra;
- Tatton Park nel Cheshire;
- Soho House nello Staffordshire;
- Trinity House a Londra, quartier generale della Corporation of Trinity House of Deptford Strond;
- Faro di Dungeness;
- Faro di Flamborough;
- Faro di Longships;

| Controllo di autorità | VIAF (EN) 95745316 · ISNI (EN) 0000 0000 6953 6963 · ULAN (EN) 500010562 · LCCN (EN) nb2014015287 |